# Nothofagus codonandra
Nothofagus codonandra är en tvåhjärtbladig växtart som först beskrevs av Henri Ernest Baillon, och fick sitt nu gällande namn av Cornelis Gijsbert Gerrit Jan van Steenis. Nothofagus codonandra ingår i släktet Nothofagus och familjen Nothofagaceae. Inga underarter finns listade i Catalogue of Life.